# Mariano Laurenti
Pour les articles homonymes, voir Laurenti.
Mariano Laurenti, né le 15 avril 1929 à Rome et mort le 6 janvier 2022 à Gubbio, est un réalisateur, scénariste et acteur italien.

## Biographie
Mariano Laurenti débute au cours des années 1950 comme assistant réalisateur de Mauro Bolognini, Mario Mattoli, Camillo Mastrocinque, Dino Risi et Steno. Au cours des années, il tourne des films de genre musicarello, réalisateur du duo Franco Franchi et Ciccio Ingrassia, puis dans les années 1970 des comédies érotiques à l'italienne,.
Dans les années 1980, il est le mentor de l'artiste napolitain Nino D'Angelo qu'il dirige dans ses films.
Mariano Laurenti est mort à Gubbio le 6 janvier 2022.

## Filmographie partielle

### Comme réalisateur
- 1967 : Il vostro superagente Flit
- 1967 : I ragazzi di Bandiera Gialla
- 1967 : Una ragazza tutta d'oro
- 1969 : Zingara
- 1970 : Cerca di capirmi (it)
- 1970 : I due maghi del pallone
- 1970 : Satiricosissimo
- 1971 : I due assi del guantone
- 1971 : Ma che musica maestro (it)
- 1971 : Mazzabubù... Quante corna stanno quaggiù?
- 1972 : Fais vite, monseigneur revient ! (Quel gran pezzo dell'Ubalda tutta nuda e tutta calda)
- 1972 : Continuavano a chiamarli i due piloti più matti del mondo
- 1972 : La Belle Antonia, d'abord ange puis démon (La bella Antonia, prima monica e poi dimonia)
- 1973 : Il figlioccio del padrino
- 1973 : Patroclooo!... e il soldato Camillone, grande grosso e frescone (it)
- 1974 : Furto di sera bel colpo si spera
- 1974 : La vedova inconsolabile ringrazia quanti la consolarono
- 1975 : Il sogno di Zorro
- 1975 : Il sergente Rompiglioni diventa... caporale
- 1975 : La Prof et les Farceurs de l'école mixte (Classe mista)
- 1975 : Un vice de famille (Il vizio di famiglia)
- 1976 : L'affittacamere
- 1976 : La Secrétaire privée de mon père (it) (La segretaria privata di mio padre)
- 1977 : Ma copine de la fac (La compagna di banco)
- 1977 : Le Harem de Néron (Per amore di Poppea)
- 1978 : La Prof et les Cancres (L'insegnante va in collegio)
- 1978 : Les lycéennes redoublent (La liceale nella classe dei ripetenti)
- 1979 : L'Infirmière de nuit (L'infermiera di notte)
- 1979 : La lycéenne séduit ses professeurs (La liceale seduce i professori)
- 1979 : L'Infirmière du régiment (L'infermiera nella corsia dei militari)
- 1980 : La Lycéenne fait de l'œil au proviseur (it) (La ripetente fa l'occhietto al preside)
- 1980 : La settimana bianca
- 1980 : La settimana al mare
- 1981 : La Prof d'éducation sexuelle (it) (L'onorevole con l'amante sotto il letto)
- 1981 : Una vacanza del cactus
- 1982 : Si ringrazia la regione Puglia per averci fornito i milanesi
- 1982 : La sai l'ultima sui matti?
- 1982 : Il sommergibile più pazzo del mondo
- 1983 : Due strani papà
- 1983 : Un jeans e una maglietta
- 1983 : La discoteca
- 1984 : Uno scugnizzo a New York
- 1985 : Carabinieri si nasce
- 1985 : Popcorn e patatine
- 1986 : Fotoromanzo
- 1987 : Non scommettere mai con il cielo
- 1990 : Pierino torna a scuola
- 1993 : Attenti a noi due
- 1995 : Chiavi in mano
- 1999 : Pazzo d'amore
- 1999 : Vacanze sulla neve

### Comme acteur
- 1952 : Vengeance sarde (Vendetta... sarda) de Mario Mattoli